# Deck Nine Games
Deck Nine Games, precedentemente conosciuta con il nome di Idol Minds, è un’azienda statunitense sviluppatrice di videogiochi con sede a Westminster, Colorado.

## Storia
Il loro primo videogioco distribuito fu Rally Cross 2 per PlayStation, nel 1998. La compagnia divenne però famosa nel 2007 per Pain, videogioco più scaricato dal PlayStation Network nel 2009.
Successivamente entrano in collaborazione con SIE San Diego Studio per lo sviluppo di Warrior's Lair (inizialmente noto come Ruin). Presentato ufficialmente all'E3 2011, avrebbe dovuto sfruttare al massimo le potenzialità di PlayStation Vita oltre ad essere uno dei principali titoli al lancio, ma fu cancellato. 
Nel maggio del 2017, Idol Minds cambiò direzione per concentrarsi su videogiochi d'avventura, cambiando il nome della compagnia in Deck Nine Games.
L'11 giugno 2017, durante la conferenza di Xbox all'E3, Deck Nine mostra il trailer del videogioco Life Is Strange: Before the Storm. Il gioco è il prequel dell'originale Life Is Strange (sviluppato da Dontnod Entertainment) ed è composto da tre episodi, il primo dei quali pubblicato il 31 agosto 2017 su Microsoft Windows, PlayStation 4 e Xbox One.
Il 18 marzo 2021, attraverso un evento di Square Enix, viene annunciato il nuovo capitolo della saga Life Is Strange sviluppato dalla Deck Nine: Life Is Strange: True Colors, rilasciato il 10 Settembre 2021 per PlayStation 5, Xbox Series X/S, PlayStation 4, Xbox One, Google Stadia e PC. Durante l'evento viene annunciata anche una versione rimasterizzata dei primi due capitoli della serie (Life Is Strange e Before the Storm) denominata Life Is Strange Remastered Collection.

## Videogiochi sviluppati

### Come Idol Minds
| Titolo del gioco                 | Anno di pubblicazione | Piattaforma                     |
| -------------------------------- | --------------------- | ------------------------------- |
| Rally Cross 2                    | 1998                  | PlayStation                     |
| Cool Boarders 3                  | 1998                  | PlayStation                     |
| Cool Boarders 4                  | 1999                  | PlayStation                     |
| SuperCross Circuit               | 1999                  | PlayStation                     |
| Cool Boarders 2001               | 2000                  | PlayStation, PlayStation 2      |
| My Street                        | 2003                  | PlayStation 2                   |
| Neopets: The Darkest Faerie      | 2005                  | PlayStation 2                   |
| Pain                             | 2007                  | PlayStation 3, PlayStation 4    |
| Madagascar: Escape 2 Africa      | 2008                  | PlayStation 2                   |
| The Ratchet & Clank Trilogy      | 2012                  | PlayStation 3                   |
| Linked Together                  | 2012                  | iOS                             |
| Ratchet: Gladiator HD            | 2013                  | PlayStation 3                   |
| Tales of Honor: The Secret Fleet | 2014                  | Android, iOS                    |
| Qube Kingdom                     | 2014                  | Android, iOS                    |
| Warrior's Lair                   | cancellato            | PlayStation 3, PlayStation Vita |
| MiniTropolis                     | 2016                  | Android, iOS                    |

### Come Deck Nine
| Titolo del gioco                      | Anno di pubblicazione | Piattaforma                                                                                         |
| ------------------------------------- | --------------------- | --------------------------------------------------------------------------------------------------- |
| Life Is Strange: Before the Storm     | 2017                  | Microsoft Windows, PlayStation 4, Xbox One                                                          |
| Life Is Strange: True Colors          | 2021                  | Microsoft Windows, Nintendo Switch, PlayStation 4, PlayStation 5, Stadia, Xbox One, Xbox Series X/S |
| Life Is Strange Remastered Collection | 2022                  | Microsoft Windows, Nintendo Switch, PlayStation 4, Stadia, Xbox One                                 |
| The Expanse: A Telltale Series        | 2023                  | Microsoft Windows, PlayStation 4, PlayStation 5, Xbox One, Xbox Series X/S                          |
| Life Is Strange: Double Exposure      | 2024                  | Microsoft Windows, Nintendo Switch, PlayStation 5, Xbox Series X/S                                  |